# Karl Placidus Hammer
Karl Placidus Hammer (15. března 1815 Velichov u Ostrova nad Ohří – 28. března 1898 Vídeňské Nové Město), byl český pedagog a římskokatolický kněz.

## Život
Karl Placidus Hammer se narodil ve Velichově (Welchau) u Ostrova nad Ohří dne 15. března 1815. Po ukončení gymnázia se stal mladý Karl Hammer piaristou a přijal řádové jméno Placidus. Dále studoval na filosofickém institutu v Českých Budějovicích. Po absolvování teologických studií působil čtyři roky na budějovické c.k. diecézní krajské hlavní škole (Kreishauptschule) a zároveň jako učitel praktické metodiky na učitelském ústavu, zvaném "Präparandenkurs". V roce 1840 byl jmenován učitelem budějovického gymnázia. V roce 1844 přešel jako prefekt na Theresianum ve Vídni. Od roku 1845 téměř pět let působil jako učitel na c.k. pražském Novoměstském gymnáziu (Neustädter-Gymnasium). V roce 1849 krátce působil na tereziánské akademii ve Vídni. Následně byl v roce 1850 povolán opět do Budějovic na lyceální gymnázium (Lyceal-Gymnasium). Místodržitelským dekretem ze srpna 1852 tu byl ustanoven provizorním a ministerským výnosem z prosince 1855 pak skutečným ředitelem ústavu. V roce 1873 odešel do penze. Placidus Hammer zemřel 28. března 1898 ve Vídeňském Novém Městě (Wiener Neustadt).